# Kirjat Bialik
Kirjat Bialik (hebrejsky קִרְייַת בְּיַאלִיק‎, doslova Bialikovo Město, podle Chajima Nachmana Bialika, v oficiálním přepisu do angličtiny Qiryat Bialik, přepisováno též Kiryat Bialik) je město v Izraeli, v Haifském distriktu.

## Geografie
Leží v nadmořské výšce 10 m v aglomeraci Haify, přibližně 10 km severovýchodně od jejího centra. Kirjat Bialik je součástí hustě zalidněného sídelního pásu takzvaných „Krajot“, tedy rezidenčních městských sídel lemujících vlastní Haifu v prostoru Haifského zálivu. Východně od města ale ostrým rozhraním začíná intenzivně obhospodařovaná zemědělská krajina. Po rozmezí obou zón vede koryto vodního toku Nachal Gdora. Osídlení v tomto regionu je v naprosté většině židovské.
Kirjat Bialik je na dopravní síť napojen pomocí četných komunikací, které je přímo provazují s dalšími městy v aglomeraci Haify, zejména Kirjat Mockin a Kirjat Chajim (čtvrť Haify). Páteřní komunikací zde je dálnice číslo 4. Tu by měla nahradit budovaná dálnice číslo 22, která má spojit centrum Haify se severními předměstími Krajot. Čtyřkilometrový úsek od Haifského přístavu k ústí řeky Kišon byl dokončen roku 2005, zbývajících 15 kilometrů ještě zbývá dostavět. Již v roce 2009 ale byly stavební práce zadány na základě výběrového řízení firmě Šafir.

## Dějiny

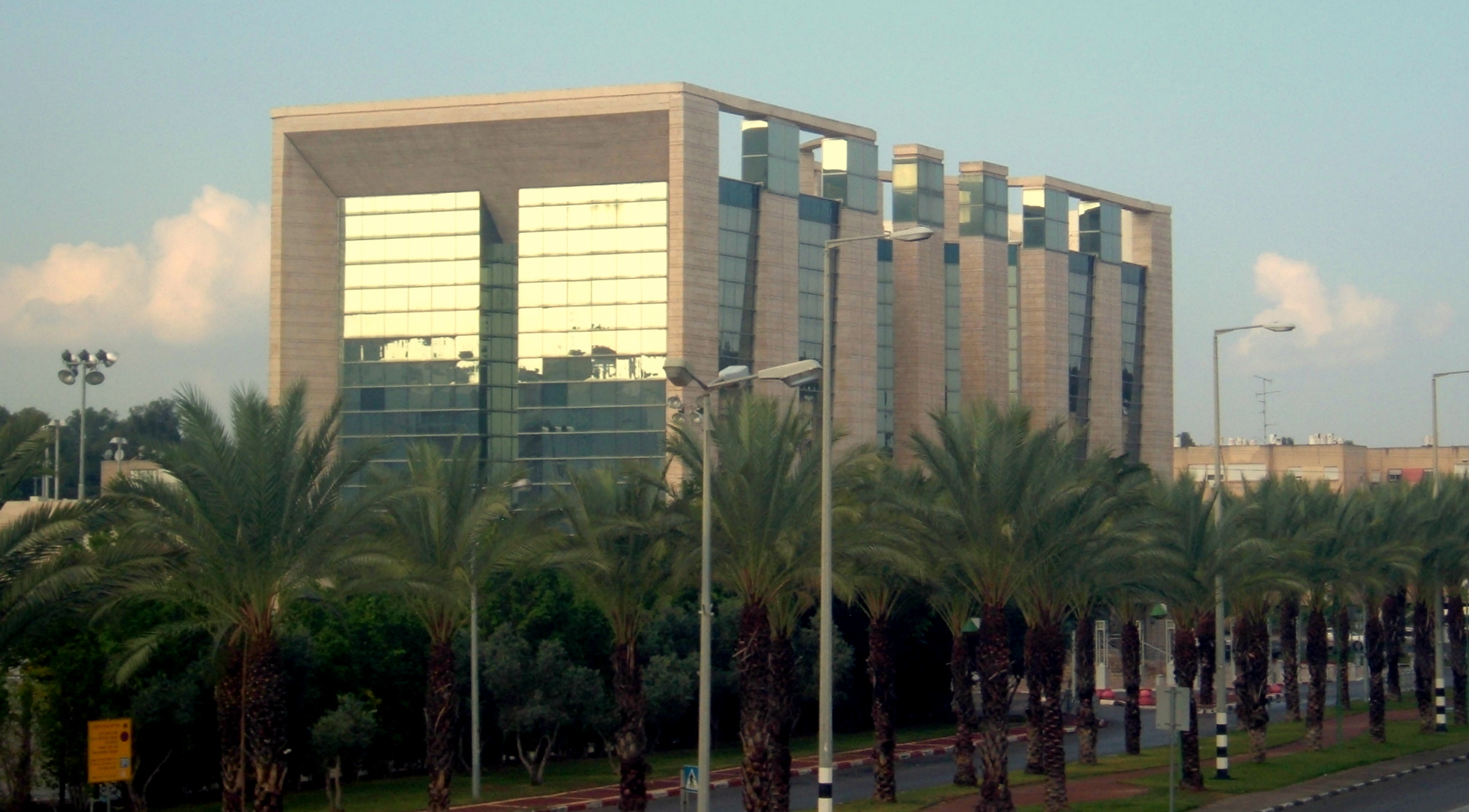
Sídlo soudu v Kirjat Bialik

Kirjat Bialik byl založen roku 1934. První obyvatelé sem přišli 18. července 1934. Šlo o skupinu židovských přistěhovalců z Německa. Pracovní název nové osady zněl Šchunat Olej Germanija (שכונת עולי גרמניה‎), ale nakonec byla pojmenována po hebrejském básníkovi Chajimu Nachmanu Bialikovi, který zemřel téhož roku, krátce předtím. Pozemky pro zřízení obce poskytl Židovský národní fond. Šlo o soukromě organizované rezidenční sídlo, jen částečně zemědělského charakteru. Během druhé světové války byl Kirjat Bialik bombardován v rámci náletu na nedaleké rafinérie v Haifě.
Již během 30. let se v této oblasti utvořil územně kompaktní blok židovského osídlení, bez výraznějšího arabského prvku. Během první arabsko-izraelské války proto ovládly okolí Kirjat Bialik od počátku židovské síly.
K roku 1949 se uvádí rozloha obce na 500 dunamů (0,5 km²). Evidována jako mošav. Roku 1950 byla obec povýšena na místní radu (malé město). Statut města získala roku 1976. Během druhé libanonské války bylo město zasaženo dálkovými raketami vystřelenými hnutím Hizballáh z Libanonu.

## Demografie
Podle údajů z roku 2009 tvořili naprostou většinu obyvatel Židé – přibližně 34 800 osob (včetně statistické kategorie „ostatní“, která zahrnuje nearabské obyvatele židovského původu, ale bez formální příslušnosti k židovskému náboženství, přibližně 37 200 osob). Kirjat Bialik je větší sídlo městského typu se stagnující populací. K 31. prosinci 2014 zde žilo 39 000 lidí. Do roku 2015 má ale město dosáhnout podle plánů počtu obyvatel 80 000.
| Rok  | Obyvatelé |
| ---- | --------- |
| 1948 | 2 107     |
| 1949 | 2 680     |
| 1950 | 2 800     |
| 1951 | 3 000     |
| 1952 | 5 500     |
| 1953 | 4 800     |
| 1954 | 5 000     |
| 1955 | 6 000     |
| 1956 | 8 000     |
| 1957 | 8 500     |
| 1958 | 9 200     |
| 1959 | 9 200     |

| Rok  | Obyvatelé |
| ---- | --------- |
| 1960 | 9 400     |
| 1961 | 9 850     |
| 1962 | 10 400    |
| 1963 | 10 700    |
| 1964 | 11 500    |
| 1965 | 12 300    |
| 1966 | 12 500    |
| 1967 | 12 800    |
| 1968 | 13 100    |
| 1969 | 13 900    |
| 1970 | 14 600    |
| 1971 | 15 700    |

| Rok  | Obyvatelé |
| ---- | --------- |
| 1972 | 18 000    |
| 1973 | 20 700    |
| 1974 | 21 600    |
| 1975 | 22 700    |
| 1976 | 24 100    |
| 1977 | 25 300    |
| 1978 | 26 500    |
| 1979 | 27 500    |
| 1980 | 28 600    |
| 1981 | 29 700    |
| 1982 | 30 500    |
| 1983 | 30 700    |

| Rok  | Obyvatelé |
| ---- | --------- |
| 1984 | 31 800    |
| 1985 | 32 000    |
| 1986 | 32 200    |
| 1987 | 32 400    |
| 1988 | 32 600    |
| 1989 | 32 800    |
| 1990 | 34 900    |
| 1991 | 36 000    |
| 1992 | 35 500    |
| 1993 | 35 300    |
| 1994 | 35 300    |
| 1995 | 35 102    |

| Rok  | Obyvatelé |
| ---- | --------- |
| 1996 | 35 589    |
| 1997 | 36 021    |
| 1998 | 35 851    |
| 1999 | 36 200    |
| 2000 | 36 657    |
| 2001 | 36 903    |
| 2002 | 37 100    |
| 2003 | 37 100    |
| 2004 | 36 800    |
| 2005 | 36 700    |
| 2006 | 36 500    |
| 2007 | 36 200    |

| Rok  | Obyvatelé |
| ---- | --------- |
| 2008 | 37 200    |
| 2009 | 37 300    |
| 2010 | 37 700    |
| 2011 | 37 600    |
| 2012 | 38 200    |
| 2013 | 38 600    |
| 2014 | 39 000    |
| 2015 | 39 100    |
| 2016 | 39 300    |
| 2017 | 39 600    |
| 2018 | 39 900    |